# Latonia seyfriedi
Latonia seyfriedi (лат.) — вид вымерших бесхвостых земноводных из рода Latonia семейства круглоязычных. Типовой вид рода Latonia, описан фон Мейером в 1843 году на основе сочленённого скелета из среднего миоцена Энингена, Германия. Помимо голотипа, из типового местонахождения известны ещё четыре сочленённых скелета. Все отображают только брюшную сторону.
Кроме Германии, окаменелости данного вида были обнаружены в Польше и Испании.